# Cratere Pallas
Pallas è un cratere lunare di 49,51 km situato nella parte nord-occidentale della faccia visibile della Luna.